# Midori Hondaová
Midori Hondaová (japonsky 本田 美登里, * 16. listopadu 1964 Šizuoka) je bývalá japonská fotbalistka.

## Reprezentační kariéra
Za japonskou reprezentaci v letech 1981 až 1991 odehrála 43 reprezentačních utkání. Byla členkou japonské reprezentace i na Mistrovství světa ve fotbale žen 1991.

## Statistiky
| Japonsko | Japonsko | Japonsko |
| Roky     | Záp.     | Góly     |
| -------- | -------- | -------- |
| 1981     | 5        | 0        |
| 1982     | 0        | 0        |
| 1983     | 0        | 0        |
| 1984     | 3        | 0        |
| 1985     | 0        | 0        |
| 1986     | 6        | 0        |
| 1987     | 4        | 0        |
| 1988     | 3        | 0        |
| 1989     | 8        | 0        |
| 1990     | 5        | 0        |
| 1991     | 9        | 0        |
| Celkem   | 43       | 0        |

## Úspěchy

### Reprezentační
- Mistrovství Asie:  1986, 1991;  1989